# Maria Mnioch
Maria Mnioch (* 1. Februar 1777 als Maria Schmidt in Neufahrwasser, Provinz Westpreußen; † 18. April 1797 in Warschau, Provinz Südpreußen) war eine preußische Schriftstellerin. Sie war die Ehefrau des Philologen, Dichters und Philosophen Johann Jakob Mnioch, der ihre Schriften, die sie selbst nicht zur Veröffentlichung bestimmt hatte, nach ihrem Tode publizierte.

## Leben
Die Schriftstellerin wurde am 1. Februar 1777 in Neufahrwasser nahe Danzig in der Provinz Westpreußen als Maria Schmidt geboren, wo ihr Vater als Inspektor des Packhofs tätig war. Im Jahr 1790 siedelte sich auch Johann Jakob Mnioch in Neufahrwasser an und wurde Rektor der örtlichen Schule. Dort befand sich unter seinen Schülerinnen auch Maria Schmidt, die 1794 mit 17 Jahren ihren 31-jährigen Lehrer heiratete. Nachdem Marias Ehemann 1796 eine streitbare Pasquill veröffentlicht hatte, sah sich das Paar zur Übersiedlung nach Warschau, das damals zur Provinz Südpreußen gehörte, gezwungen. Im selben Jahr publizierte Maria Mnioch gemeinsam mit Franz Xaver Sterkel eine Cantatine, zu der sie den Text verfasst hatte. Ein Jahr später starb die Schriftstellerin im Alter von zwanzig Jahren.
Maria Mniochs Schriften, die sie selbst nicht zur Veröffentlichung bestimmt hatte, wurden posthum von ihrem Witwer publiziert. Insbesondere die Sammlung Zerstreute Blätter erfreute sich großer Beliebtheit. Johann Gottfried Herder empfahl die Lektüre „jedem Leser von reinem Sinne“ und die Allgemeine deutsche Real-Encyklopädie bezeichnet das Buch als „wahres Kleinod weiblichen Zartgefühls“.

## Werke
- Cantatine für eine Singstimme und Chor mit Begleitung des Pianoforte. Gedichtet von Maria Mnioch, in Musik gesezt von Franz Xaver Sterkel. (ca. 1796)
- Schattenrisse nach dem Leben. Gezeichnet in Stunden der Muße von Anton und Maria Mnioch. Görlitz: Anton, 1798.

- Zerstreute Blätter. Görlitz: Anton, 1800.